# Guénange
Guénange é uma comuna francesa na região administrativa do Grande Leste, no departamento de Mosela. Estende-se por uma área de 8.35 km², e possui 7.341 habitantes, segundo o censo de 2018, com uma densidade de 880 hab/km².